# Harry Shannon
Harry Shannon (* 13. Juni 1890 in Saginaw, Michigan; † 27. Juli 1964 in Hollywood, Kalifornien) war ein US-amerikanischer Schauspieler, der in drei Filmen von Orson Welles sowie ansonsten in vielen Western spielte.

## Leben und Karriere
Der irischstämmige Harry Shannon wuchs auf einer Farm in Michigan auf. Im Alter von 15 Jahren schloss er sich einer wandernden Theatertruppe an und erarbeitete sich einen guten Ruf als Entertainer in Musicals, Komödien und Vaudeville-Shows. Im November 1926 gab er sein Debüt am Broadway in der Rolle eines Pfarrers in der Komödie Oh, Kay!. Bis 1939 war er in insgesamt neun Produktionen am Broadway zu sehen und war während dieser Zeit Mitglied in Joseph Schildkrauts angesehener Theatre Guild. 
1929 drehte er – kurz nach Beginn des Tonfilmes – seinen ersten Film. In den 1930er-Jahren spielte er überwiegend in heute vergessenen Kurzfilm-Komödien, ohne jedoch größeren Erfolg zu erzielen. Ab 1940 konzentrierte er sich hauptsächlich auf seine Filmkarriere. Seine wahrscheinlich nachhaltig bekannteste Rolle spielte Shannon im Jahr 1941 in Orson Welles’ Filmklassiker Citizen Kane, in dem er den ungehobelten Vater von Kane verkörperte, dem die Kontrolle über seinen Sohn entzogen wird. Später wurde Shannon erneut von Welles in dessen Filmen Die Lady von Shanghai (1948) und Im Zeichen des Bösen (1958) eingesetzt.
Daneben profilierte sich Shannon vor allem als Nebendarsteller in zahlreichen kleineren und größeren Western. Der hochgewachsene, schon früh ergraute Schauspieler spielte häufig ländliche, aber gutherzige Sheriffs, Offiziere oder Väter. Während die meisten seiner Rollen klein blieben, spielte er vereinzelt in kleineren Filmen Hauptrollen, so auch im kleinen Drama Someone to Remember (1943) von Robert Siodmak. Mitte der 1950er-Jahre wandte sich Shannon immer mehr dem Fernsehen zu und hatte Gastrollen in Serien wie Am Fuß der blauen Berge und Die Leute von der Shiloh Ranch. Seine letzte Filmrolle hatte Shannon als Großvater in der Komödie Gypsy – Königin der Nacht neben Rosalind Russell und Karl Malden. Insgesamt absolvierte er bis zum Jahr 1963 über 200 Film- und Fernsehauftritte.
Shannon verstarb 1964 im Alter von 74 Jahren und wurde auf dem Hollywood Forever Cemetery beigesetzt.

## Filmografie (Auswahl)
- 1930: Heads Up
- 1939: The Middleton Family at the New York World’s Fair
- 1940: Der junge Edison (Young Tom Edison)
- 1941: Citizen Kane
- 1941: Das goldene Tor (Hold Back the Dawn)
- 1942: Die Narbenhand (This Gun for Hire)
- 1942: Fräulein Mama (The Lady Is Willing)
- 1942: Es waren einmal Flitterwochen (Once Upon a Honeymoon)
- 1943: Someone to Remember
- 1943: Die Hölle von Oklahoma (In Old Oklahoma)
- 1944: Fünf Helden (The Sullivans)
- 1945: Die tollkühnen Abenteuer des Captain Eddie (Captain Eddy)
- 1945: Incendiary Blonde
- 1945: Pride of the Marines
- 1946: Feuer am Horizont (Canyon Passage)
- 1946: Der Jazzsänger (The Jolson Story)
- 1947: Nora Prentiss
- 1947: Die Lady von Shanghai (The Lady from Shanghai)
- 1947: Dangerous Years
- 1947: The Red House
- 1947: Die Farmerstochter (The Farmer’s Daughter)
- 1948: Nur meiner Frau zuliebe (Mr. Blandings Builds His Dream House)
- 1948: Der Schrecken von Texas (Return of the Bad Men)
- 1948: Silberkönig (Northwest Stampede)
- 1949: Zwischen Frauen und Seilen (Champion)
- 1949: Tulsa
- 1949: Der Mann, der zu Weihnachten kam (Mr. Soft Touch)
- 1950: Drei kleine Worte (Three Little Words)
- 1950: Aufruhr in Santa Sierra (The Sound of Fury)
- 1950: Der Scharfschütze (The Gunfighter)
- 1950: Rauchende Pistolen (Singing Guns)
- 1950: Der einsame Champion (Right Cross)
- 1950: Der Gangsterboß von Rocket City (The Underworld Story)
- 1950: Ärger in Cactus Creek (Curtain Call in Cactus Creek)
- 1951: Gangster unter sich (Behave Yourself)
- 1952: Lockruf der Wildnis (Lure of the Wilderness)
- 1952: Sein großer Kampf (Flesh and Fury)
- 1952: Zwölf Uhr mittags (High Noon)
- 1952: Tommy macht das Rennen (Boots Malone)
- 1952: Die Frau des Banditen (The Outcasts of Poker Flat)
- 1953; Kansas Pazifik (Kansas Pacific)
- 1953: Schrei des Gejagten (Cry of the Haunted)
- 1954: Zeugin des Mordes (Witness to Murder)
- 1954: Aufruhr in Laramie (Rails into Laramie)
- 1954: Die Intriganten (Executive Suite)
- 1955: Rauhe Gesellen (The Violent Men)
- 1955: … und nicht als ein Fremder (Not as a Stranger)
- 1955: Drei Rivalen (The Tall Men)
- 1955: Den Finger am Abzug (At Gunpoint)
- 1956: In den Wind geschrieben (Written on the Wind)
- 1957: Ich ritt für Jesse James (Hell’s Crossroads)
- 1957: Der Einsame (The Lonely Man)
- 1958: König der Freibeuter (The Buccaneer)
- 1958: Im Zeichen des Bösen (Touch of Evil)
- 1958: Jede Kugel trifft (Men or Gun)
- 1959: Man nannte ihn Kelly (Yellowstone Kelly)
- 1961: Sommer und Rauch (Sommer and Smoke)
- 1961: Lied des Rebellen (Wild in the Country)
- 1962: Gypsy – Königin der Nacht (Gypsy)